# Aphelinus albipodus
Aphelinus albipodus är en stekelart som beskrevs av Hayat och Fatima 1992. Aphelinus albipodus ingår i släktet Aphelinus och familjen växtlussteklar.
Artens utbredningsområde är:
- Tchad.
- Paraguay.

Inga underarter finns listade i Catalogue of Life.